# 新安傣族乡
新安傣族乡，是中华人民共和国四川省凉山彝族自治州会理市下辖的一个乡镇级行政单位。
境内傣族人口多数于元末明初期间自云南景东随军迁入，后亦有投奔亲属者。由于长期和汉族、彝族混居，其境内傣族已基本被同化:305。

## 行政区划
新安傣族乡下辖以下地区：
新田村、沙地村、回龙村、马鞍村和龙茂村。